# أجين دوجين
أجين دوجين هي قرية في مقاطعة ساوجبلاغ، إيران. يقدر عدد سكانها بـ 951 نسمة بحسب إحصاء 2016.